# Frédéric Bastet

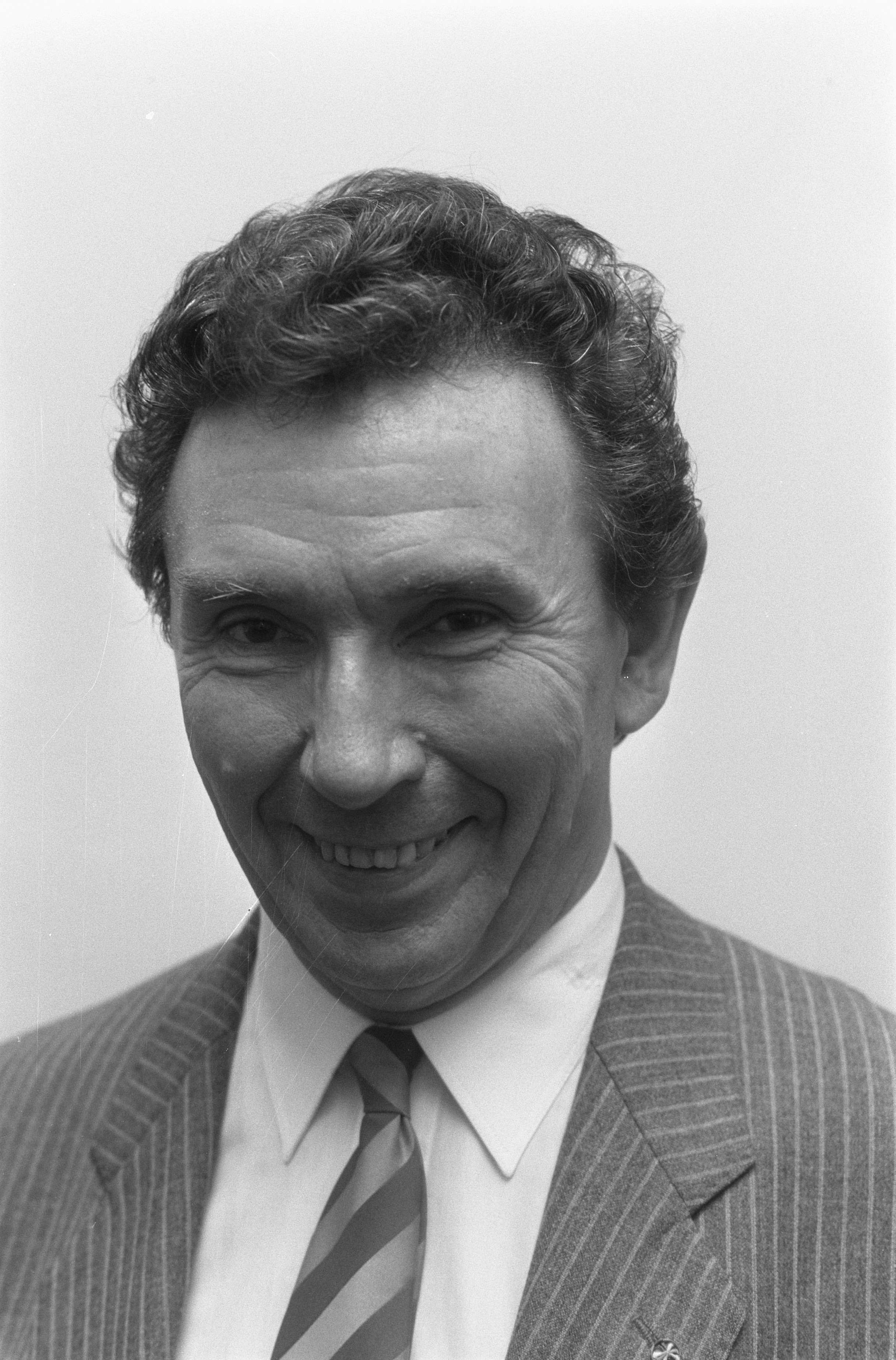
Frédéric Bastet in 1987

Frédéric Louis Bastet (Haarlem, 20 september 1926 – Oegstgeest, 30 juni 2008) was een Nederlands literator en biograaf.
Hij was tevens archeoloog, schrijver, essayist en dichter. Bastet stond te boek als een groot kenner van het werk van de schrijver Louis Couperus (1863-1923), over wie hij in 1987 een biografie het licht deed zien. Voor zijn essayistische oeuvre kreeg Bastet in 2005 de P.C. Hooft-prijs.

## Levensloop
Na de bevrijding in 1945 werd Kamp Schoorl gebruikt voor internering van NSB'ers en collaborateurs en een van de bewakers was Bastet, toen dienstplichtig soldaat. Hij studeerde daarna klassieke talen en archeologie aan de Rijksuniversiteit Leiden. In 1958 promoveerde hij er tot doctor in de Letteren op een dissertatie getiteld De datum van het grote hypogaeum bij de Porta Maggiore te Rome. Van 1966 tot 1976 was hij hoogleraar klassieke archeologie aan dezelfde universiteit. Hij werd opgevolgd door dr. H.A.A.P. Geertman. Na zijn professoraat werd Bastet conservator van de klassieke afdeling van het Rijksmuseum van Oudheden.
Naast zijn wetenschappelijk werk schreef Frédéric Bastet biografieën, biografische romans, fictie, essay- en dichtbundels. Zijn essays weerspiegelen een grote kennis van de Oudheid maar hij schreef ook over literatuur en muziek.
Ter gelegenheid van het afscheid van de sopraanzangeres Elly Ameling van het Nederlandse publiek op 29 januari 1996 in het  Concertgebouw te Amsterdam verscheen zijn gelegenheidsgedicht Aan Elly Ameling, gedrukt door Ger Kleis op de pers van Sub Signo Libelli. In het programmaboekje bij het afscheid werd een interview door Bastet met de zangeres afgedrukt.